# ヘンリー・ジョーンズ (俳優)
ヘンリー・ジョーンズ（Henry Jones,  1912年8月1日 - 1999年5月17日）は、アメリカ合衆国の俳優である。

## 来歴
1912年、ペンシルベニア州フィラデルフィアに生まれる。1938年にシェイクスピア原作による悲劇『ハムレット』ブロードウェイデビューを果たした。その後、第二次世界大戦が始まると軍へ従軍し、退役後に再び役者の道を進んでいる。ブロードウェイの舞台で出演したウィリアム・マーチ原作の『悪い種子』で意地が悪い掃除夫を演じ、1956年に製作された映画版へも同役で出演した。その後もキャリアを重ね、アルフレッド・ヒッチコック監督の『めまい』や、ポール・ニューマン、ロバート・レッドフォードが共演した『明日に向って撃て!』などの話題作へも出演している。

### 死去
サンタモニカの自宅で転倒して怪我をしたことが原因で合併症を引き起こし、容態が悪化してロサンゼルスの病院で死去。86歳だった。

## 出演作品

### 映画
- This Is the Army (1943年)
- 恋の手ほどき The Lady Says No (1951年)
- タクシー Taxi (1953年)
- 悪い種子 The Bad Seed (1956年)
- 女はそれを我慢できない The Girl Can't Help It (1956年)
- 決断の3時10分 3:10 to Yuma (1957年)
- ロック・ハンターはそれを我慢できるか? Will Success Spoil Rock Hunter? (1957年)
- めまい Vertigo (1958年)
- 札束とお嬢さん Cash McCall (1960年)
- 許されざる愛情 The Bramble Bush (1960年)
- 奇蹟の天使 Angel Baby (1961年)
- お呼びの時間 Never Too Late (1965年)
- 殺意 Le scandale (1967年)
- ステイ・アウェイ・ジョー Stay Away, Joe (1968年)
- 危機一髪! 西半球最後の日 Project X (1968年)
- 夕陽に立つ保安官 Support Your Local Sheriff! (1969年)
- 男ひとたび立てば Something for a Lonely Man (1968年)
- Support Your Local Sheriff! (1969年)
- Angel in My Pocket (1969年)
- ラスカル Rascal (1969年)
- 明日に向って撃て! Butch Cassidy and the Sundance Kid (1969年)
- 赤い暗闇 The Movie Murderer (1970年) ※テレビ映画
- Cockeyed Cowboys of Calico County (1970年)
- Rabbit, Run (1970年)
- 大悪党/ジンギス・マギー Dirty Dingus Magee (1970年)
- The Forty-Eight Hour Mile (1970年)
- 恐怖の復讐鬼 Love Hate Love (1971年)
- 地平線から来た男 Support Your Local Gunfighter (1971年)
- 西部無法伝 Skin Game (1971年)
- ジョディ・フォスターのライオン物語 Napoleon and Samantha (1972年)
- The Daughters of Joshua Cabe (1972年) ※テレビ映画
- おかしな結婚 Pete 'n' Tillie (1972年)
- トム・ソーヤーの冒険 Tom Sawyer (1973年)
- 組織 The Outfit (1973年)
- Letters from Three Lovers (1973年)
- Roll, Freddy, Roll! (1974年)
- Who Is the Black Dahlia? (1975年) ※テレビ映画
- Tail Gunner Joe (1977年) ※テレビ映画
- 9時から5時まで Nine to Five (1980年)
- カリフォルニア・ゴールドラッシュ California Gold Rush (1981年) ※テレビ映画
- Tales of the Apple Dumpling Gang (1982年) ※テレビ映画
- デストラップ・死の罠 Deathtrap (1982年)
- Balboa (1983年)
- Nowhere to Run (1989年)
- ハリーの妻難 Enid Is Sleeping (1990年)
- ディック・トレイシー Dick Tracy (1990年)
- アラクノフォビア Arachnophobia (1990年)
- グリフターズ/詐欺師たち The Grifters (1990年)
- Guess Who's Coming for Christmas? (1990年) ※テレビ映画
- Breathing Lessons (1994年)

### テレビドラマ
- Hands of Murder (1949年)
- Cowboy Crazy (1950年)
- ビッグタウン Big Town (1951年)
- サスペンス Suspense (1951, 1953年)
- Short Short Dramas (1952年)
- 目撃者 Eye Witness (1953年)
- Center Stage (1954年)
- スタジオ・ワン Studio One (1955, 1956, 1957年)
- Appointment with Adventure (1956年)
- ヒッチコック劇場 Alfred Hitchcock Presents (1956, 1957, 1959, 1962年)
- プレイハウス90 Playhouse 90  (1957, 1959年)
- ミステリー・ゾーン Twilight Zone (1960年)
- チェックメイト Checkmate (1960, 1961年)
- マッコイじいさん The Real McCoys (1961年)
- アウトローズ Outlaws (1962年)
- ルート66 Route 66 (1962年)
- 幌馬車隊 Wagon Train (1962年)
- イレブンス・アワー The Eleventh Hour (1962年)
- チャニング学園 Channing (1963, 1964年)
- 0011ナポレオン・ソロ The Man from U.N.C.L.E. (1964, 1967年)
- ボナンザ Bonanza (1964, 1972年)
- アルフレッド・ヒッチコック・アワー The Alfred Hitchcock Hour (1965年)
- バークにまかせろ Burke's Law (1965年)
- 原子力潜水艦シービュー号 Voyage to the Bottom of the Sea (1966, 1968年)
- 奥さまは魔女 Bewitched (1966年)
- 宇宙家族ロビンソン Lost in Space (1966年)
- ダニエル・ブーン Daniel Boone (1967, 1969年)
- ガンスモーク Gunsmoke (1967, 1970, 1972年)
- ターザン Tarzan (1968年)
- モッズ特捜隊 The Mod Squad (1968, 1971年)
- 略奪された100人の花嫁 Here Come the Brides (1969年)
- The Governor & J.J. (1969年)
- ネーム・オブ・ザ・ゲーム The Name of the Game (1969, 1970年)
- バージニアン The Virginian (1970年)
- ぼくらのナニー Nanny and the Professor (1970年)
- メアリー・タイラー・ムーア Mary Tyler Moore (1971年)
- 西部二人組 Alias Smith and Jones (1971年)
- 四次元への招待 Night Gallery (1972年)
- 特捜隊アダム12 Adam-12 (1972年)
- ゴースト・ストーリー Ghost Story (1973年)
- 署長マクミラン McMillan & Wife (1973年)
- ボブ&キャロル&テッド&アリス Bob & Carol & Ted & Alice (1973年)
- The Girl with Something Extra (1973 - 1974年)
- 弁護士ペトロチェリー Petrocelli (1974年)
- 600万ドルの男 The Six Million Dollar Man (1974, 1975年)
- The Wide World of Mystery (1975年)
- プロジェクトU.F.O. Project U.F.O. (1978年)
- ファンタジー・アイランド Fantasy Island (1978, 1980年)
- ベガス Vega$ (1978年)
- Dr.刑事クインシー Quincy M.E. (1978, 1981年)
- サルベージワン Salvage 1 (1979年)
- 逆転夫婦 Turnabout (1979年)
- 原子力超特急スーパートレイン Supertrain (1979年)
- ミセス・コロンボ Mrs. Columbo (1979 - 1980年)
- がんばれ!ブーマー Here's Boomer (1980年)
- 名犬ロンドン物語 The Littlest Hobo (1980年)
- トラック野郎!B・J B.J. and the Bear (1981年)
- 白バイ野郎ジョン&パンチ CHiPs (1981年)
- ラブ・ボート The Love Boat (1982年)
- 爆発!デューク The Dukes of Hazzard (1982年)
- ディズニーランド Disneyland (1982, 1986年)
- ガンシャイ Gun Shy (1983年)
- 女諜報員フォックスファイアー Code Name: Foxfire (1985年)
- 女刑事キャグニー&レイシー Cagney & Lacey (1985年)
- ファルコン・クレスト Falcon Crest (1985, 1986年)
- 冒険野郎マクガイバー MacGyver (1986年)
- 私立探偵マグナム Magnum, P.I. (1987年)
- スケアクロウとキング夫人 Scarecrow and Mrs. King (1987年)
- Mr. Belvedere (1988年)
- Empty Nest (1991年)
- Picture Windows (1995年)